# جي أم أم (من الأفضل الاتصال بسول)
«جي أم أم» (بالإنجليزية: JMM)‏ هي الحلقة السابعة للموسم الخامس من مسلسل إيه إم سي التلفزيوني الدرامي من الأفضل الاتصال بسول، المسلسل يُعتبر بادئة من مسلسل اختلال ضال. تم بث الحلقة في 30 مارس 2020 على قناة إيه إم سي بالولايات المتحدة. خارج الولايات المتحدة، تم عرض الحلقة لأول مرة على خدمة البث نتفليكس في عدة بلدان.

## الاستقبال

### التقييمات
شاهد الحلقة 1.30 مليون مشاهد في أول بث لها.

## وصلات خارجية
- «جي أم أم» على إيه إم سي (بالإنجليزية)
- «جي أم أم» على قاعدة بيانات الأفلام على الإنترنت (بالإنجليزية)